# Erec e Enide
Erec ed Enide (Erec et Enide) è un romanzo cortese in forma di poema in ottosillabi a rima baciata dello scrittore francese Chrétien de Troyes, composto intorno al 1170. Tutta la storia ruota intorno alla difficile conciliazione tra il perfetto valore cavalleresco e il perfetto amore.

## Trama
L'opera racconta le avventure di Erec, prode cavaliere della Tavola Rotonda, e di Enide, una bellissima fanciulla figlia di un valvassore.
La storia inizia con il banchetto di Pasqua alla corte di re Artù. Al termine del banchetto il re dichiara l'inizio della tradizionale caccia al cervo bianco. Colui che uccida il cervo bianco, conquista il diritto di dare un bacio alla più bella damigella della corte. Erec decide di non partecipare alla gara, ma di restare con la regina e la sua damigella. Mentre si addentrano nella foresta incontrano un cavaliere, una pulzella e un nano. Quest'ultimo frusta sul dorso della mano la damigella e poi anche Erec, sul viso. Erec decide di seguirli per riparare l'affronto subito con un duello. Giunge ad un castello dove chiede alloggio ad un valvassore. 
Durante il soggiorno viene a conoscenza della tradizionale gara dello sparviero e decide di parteciparvi. Alla gara si presentano anche il cavaliere, la pulzella e il nano incontrati nella foresta. Allora Erec decide di presentarsi con la figlia del valvassore. Sfida a duello il cavaliere e ne esce vincitore. Dopo la vittoria fa ritorno alla corte di Artù insieme alla figlia del valvassore (il cui nome, Enide, viene finalmente svelato) di cui è innamorato e che ha deciso di sposare. 
Arrivati a corte, Artù e tutti i cavalieri presenti concordano sul fatto che Enide sia la più bella damigella di tutta la corte. Pochi giorni dopo i due si sposano e per più di quindici giorni continuano i festeggiamenti. Erec, preso dalla passione e dall'amore per l'amata, dimentica i suoi doveri di cavaliere e così attira su di sé le critiche dei suoi compagni. Enide, correndo il rischio di farlo adirare, lo avvisa delle dicerie che circolano sul suo conto. Irritato, Erec parte in cerca di avventure portando con sé Enide alla quale impone di non rivolgergli mai la parola. Lei infrange quest'ordine più volte e sempre per salvare la vita del marito. 
Dopo il combattimento contro due giganti Erec è talmente stremato da perdere i sensi e viene quindi creduto morto. Enide, distrutta dal dolore, desidera la morte ma viene fermata dal conte Oringle de Limors, il quale la conduce al suo castello insieme al corpo di Erec. Giunti al castello il conte le propone di sposarlo, ma la ragazza lo rifiuta. L'uomo allora comincia a percuoterla ed Erec, svegliatosi all'improvviso, salva l'amata trafiggendo a morte il conte. Dopo questo episodio Erec decide di perdonare Enide per la sua sfrontatezza e le dichiara nuovamente il suo amore. 
L'ultima tappa dei due sposi è chiamata "Gioia della Corte" (Joie de la Cort in francese antico), una sfida persa da molti cavalieri. Erec riesce a vincerla sconfiggendo il cavaliere Maboagrain condannato da un giuramento a difendere l'amica (una cugina di Enide, come si scoprirà poi) in un verziere. Dopo la vittoria di Erec, si conclude il romanzo con l'incoronazione ufficiale a Nantes di Erec ed Enide.

## Il tema
Il problema trattato nell'opera è quello della conciliazione necessaria tra amore e prodezza della cavalleria, poiché finora l'amore era stato esaltato come valore autonomo rispetto alla dimensione guerriera, quest'ultima completamente indipendente.

L'autore propone la sintesi di questi due aspetti della vita del feudo: Erec è accusato di viltà a causa del suo amore per la moglie; la vicenda, dimostra al contrario che l'amore per Enide porta Erec alla prodezza e quindi a realizzare compiutamente i suoi doveri di cavaliere.

## Influenze sulla letteratura successiva
Questo poema dell'amore perfetto è stato imitato in tedesco, verso il 1200, da Hartmann von Aue e ha ispirato uno degli Idilli del re di Alfred Tennyson.

## Edizioni
- (DE) Chrétien de Troyes, Erec et Enide, a cura di Wendelin Förster, Halle, Max Niemeyer, 1890. URL consultato il 30 dicembre 2014.
- Chrétien de Troyes, Erec et Enide, a cura di Cristina Noacco, Roma, Carocci, 2003, ISBN 978-88-430-2974-7.